# Kiewer Synopsis

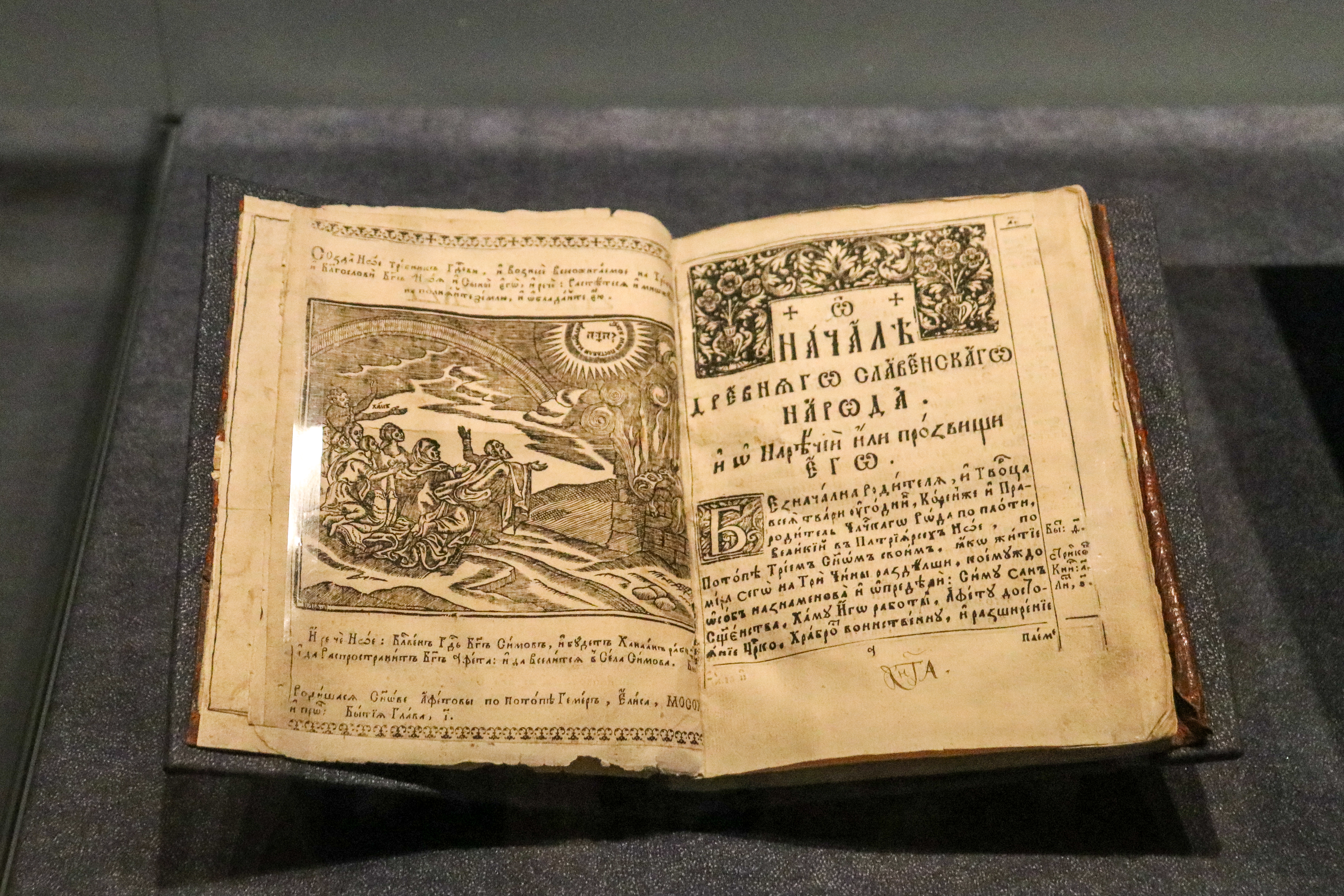
Kiewer Synopsis. (Ausstellung „Großherzogtum. Schätze aus dem Wladimir-Suzdal-Land“ in der Neuen Tretjakow-Galerie, Moskau, 2023)

Die Kiewer Synopsis (russisch Синопсис, или Краткое собрание от различных летописцев о начале славяно-российского народа и первоначальных князьях богоспасаемого града Киева, Synopsis oder kurze Beschreibung über die Anfänge des russischen Volkes …) ist eine Geschichtsdarstellung des „russischen Volkes“ von 1674.
Sie erschien in Kiew, der Verfasser soll Archimandrit Innozenz Giesel gewesen sein.
Die Synopsis stellte die Geschichte der Kiewer Rus, der Eroberung durch die Goldene Horde, der ruthenischen Bevölkerung im Königreich Polen und dem Großfürstentum Litauen sowie die Geschichte des Zarentums in Moskau dar.
Sie wollte die geschichtliche Zusammengehörigkeit der Russen, Kleinrussen und Belarussen darstellen, die in unterschiedlichen Herrschaftsgebieten lebten.
Die Synopsis enthält Listen der Großfürsten von Kiew, der Woiwoden in Polen-Litauen, der Kosaken-Hetmane sowie der Kiewer Metropoliten.
Sie erschien 1678 und 1680 in aktualisierten Ausgaben sowie in 25 weiteren Auflagen bis 1861. Sie war lange die wichtigste historische Darstellung des „dreieinigen russischen Volkes“.
In der modernen Forschung wird bezweifelt, dass Innozenz Giesel der Autor der Synopsis war. Giesel war gebürtiger Deutscher und lehrte und schrieb überwiegend in Polnisch oder Latein. Es bleibt unklar, warum er als Verfasser genannt wurde.